# McCauley Weir
McCauley Weir  är en dammbyggnad i Australien. Den ligger i kommunen South Burnett och delstaten Queensland, omkring 120 kilometer nordväst om delstatshuvudstaden Brisbane.
Runt McCauley Weir är det mycket glesbefolkat, med 5 invånare per kvadratkilometer.. Närmaste större samhälle är Nanango, omkring 12 kilometer nordväst om McCauley Weir.
I omgivningarna runt McCauley Weir växer huvudsakligen savannskog. Genomsnittlig årsnederbörd är 1 261 millimeter. Den regnigaste månaden är januari, med i genomsnitt 249 mm nederbörd, och den torraste är september, med 31 mm nederbörd.